# Friendship, New York
Friendship är en kommun i Allegany County i delstaten New York, USA.